# T Водолея
T Водолея (лат. T Aquarii), HD 198373 — одиночная переменная звезда в созвездии Водолея на расстоянии приблизительно 3892 световых лет (около 1193 парсеков) от Солнца. Видимая звёздная величина звезды — от +14,2m до +7m.

## Характеристики
T Водолея — красная пульсирующая переменная звезда, мирида (M) спектрального класса M2e-M5,5e. Эффективная температура — около 3297 К.